# Mirití-Paraná
Mirití-Paraná ist ein nicht-kommunalisiertes Gebiet im Departement Amazonas in Kolumbien. Es hat 3711 Einwohner. Es liegt auf 100 m über dem Meeresspiegel.

## Vorschlag für die Einrichtung einer Verbandsgemeinde
Seit mehreren Jahren gibt es einen Vorschlag zur Schaffung einer Verbandsgemeinde im Departement Amazonas aus den nicht-kommunalisierten Gebieten von La Pedrera, La Victoria und Mirití-Paraná.

## Geografie
Mirití-Paraná grenzt im Norden an das Departement Caquetá, das nicht-kommunalisierte Gebiet La Victoria und das Departement Vaupés; im Osten an das nicht-kommunalisierte Gebiet La Pedrera und im Süden und Westen an das nicht-kommunalisierte Gebiet Puerto Santander.
Im Zentrum des Hauptortes gibt es ein indigenes Internat namens San Antonio de Padua am westlichen Flussufer, eine Bildungseinrichtung des Bildungssekretariat des Departements Amazonas sowie eine Gesundheitsstation, die dem E.S.E. Hospital San Rafael in Leticia angeschlossen ist, und am Ostufer die Corregiduría und eine Telekommunikationsstation des Mobilfunkbetreibers Claro.
Es gibt kleinere indigene Gemeinden, die hauptsächlich von der Volksgruppe der Yukuna bewohnt werden und sich vorwiegend in der Nähe des Flussbettes des Mirití befinden. Einige der wichtigsten davon sind: Providencia, Puerto Nuevo, Huayaca, Puerto Libre, Bellavista und Mamurá.
Der Zugang zu diesem nicht kommunalisierten Gebiet erfolgt fast ausschließlich über Flüsse, wobei der Río Mirití die wichtigste schiffbare Verkehrsader darstellt. Das nächstgelegene bewohnte Zentrum ist La Pedrera, und obwohl die Entfernung in gerader Linie zwischen den beiden Zentren 165 km beträgt, beläuft sich die Strecke über die Flüsse Caquetá und Mirití auf 309 km, da das Flussbett des letzteren sehr verschlungen ist.